# Bully-les-Mines
Bully-les-Mines ist eine französische Stadt mit 12.172 Einwohnern (Stand: 1. Januar 2022) im Département Pas-de-Calais in der Region Hauts-de-France. Sie gehört zum Kanton Bully-les-Mines im Arrondissement Lens und ist Teil der Communauté d’agglomération de Lens-Liévin.

## Geografie
In der Landschaft Gohelle gelegen, befindet sich Bully-les-Mines im Nordfranzösischen Kohlerevier, unmittelbar nordwestlich von Lens. Das Stadtgebiet wird vom Flüsschen Surgeon durchquert, das hier jedoch teilweise unterirdisch verläuft. Zu Bully-les-Mines gehören die ehemaligen Bergarbeitersiedlungen Cité des Alouettes, Cité Carenda, Cité des Corons d'Aix und Cité des Brebis. Nachbargemeinden von Bully-les-Mines sind Mazingarbe im Norden, Grenay im Nordosten, Liévin im Südosten, Aix-Noulette im Süden und Sains-en-Gohelle im Westen.

## Geschichte
Als gallorömische Siedlung war der Pagus Silvinus Teil des Siedlungsgebiets der Atrebaten. Von 862 bis 1191 gehörte Bully den Grafen von Flandern. Bully wurde mehrfach zerstört. 1348 erlag ein großer Teil der Bevölkerung der Pest.

## Bevölkerungsentwicklung
| Jahr                       | 1962   | 1968   | 1975   | 1982   | 1990   | 1999   | 2006   | 2016   | 2022   |
| -------------------------- | ------ | ------ | ------ | ------ | ------ | ------ | ------ | ------ | ------ |
| Einwohner                  | 14.183 | 14.052 | 12.236 | 12.533 | 12.577 | 12.045 | 11.985 | 12.299 | 12.172 |
| Quellen: Cassini und INSEE |        |        |        |        |        |        |        |        |        |

## Sehenswürdigkeiten
- Kirche Saint-Maclou mit  Glockenturm aus dem Jahr 1590, seit 1984 als Monument historique eingetragen

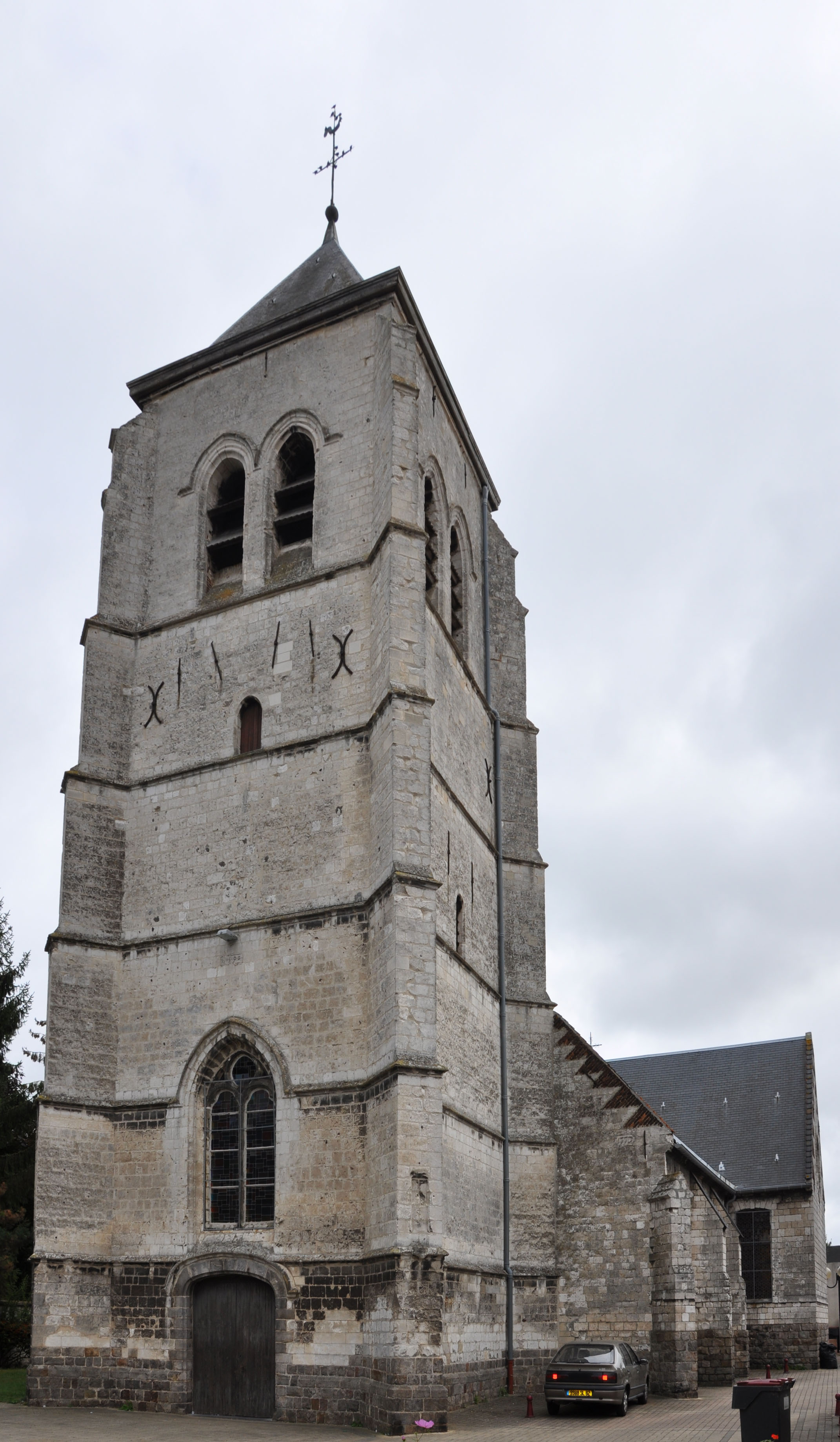
Kirche Saint-Maclou
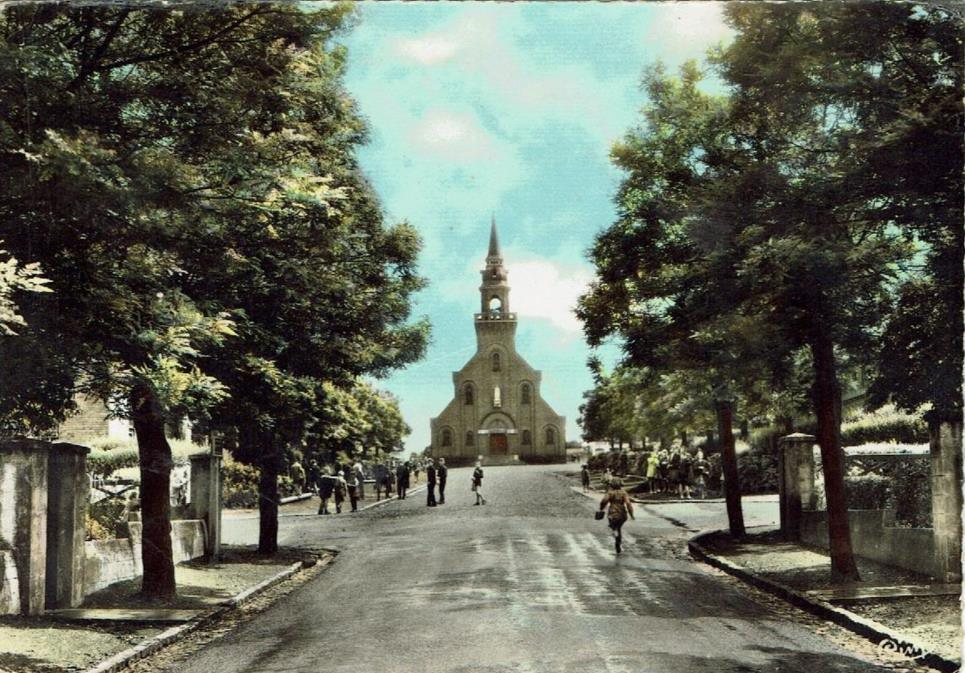
Kirche Sainte-Thérese
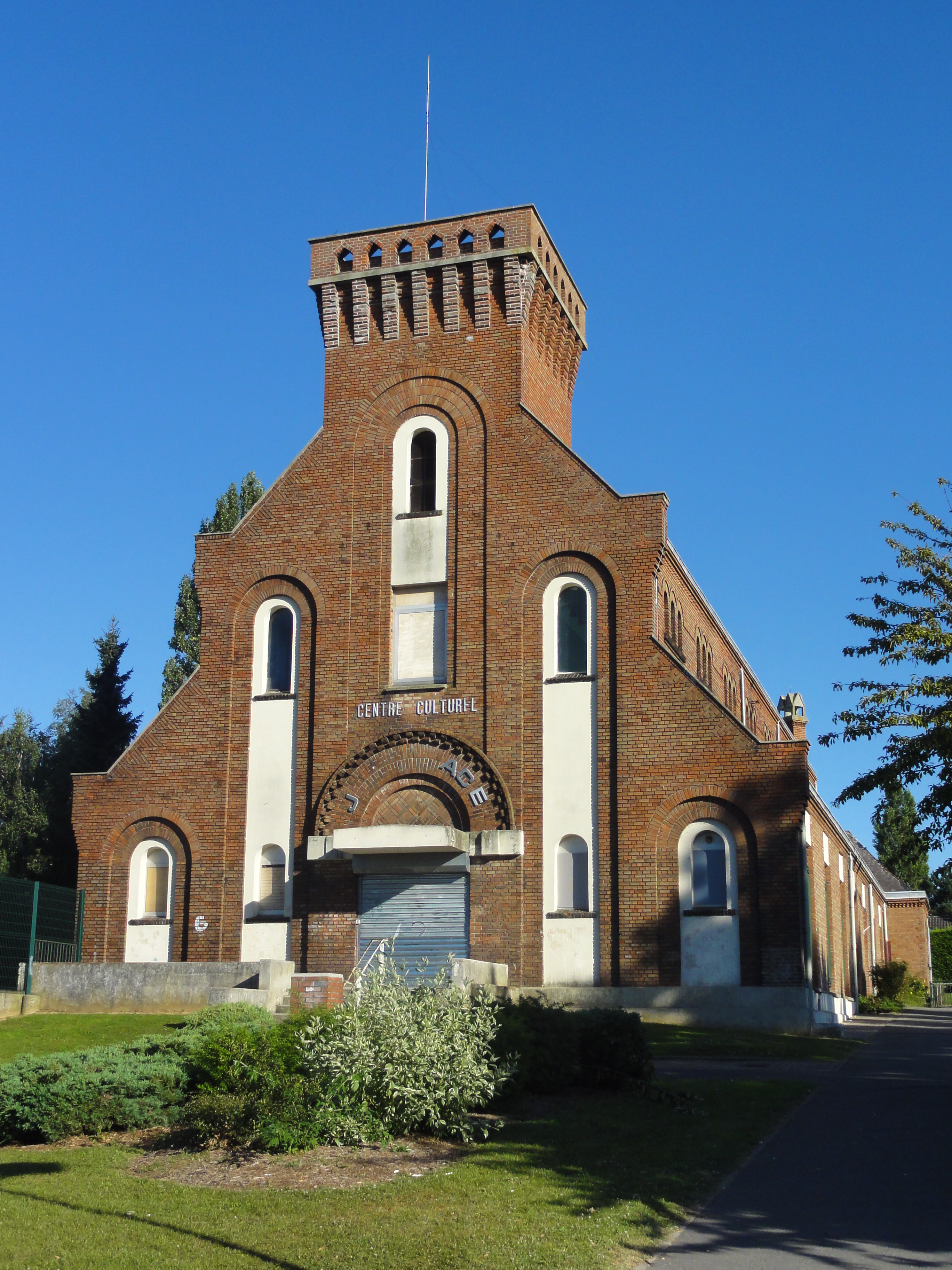
Kirche Sainte-Barbe
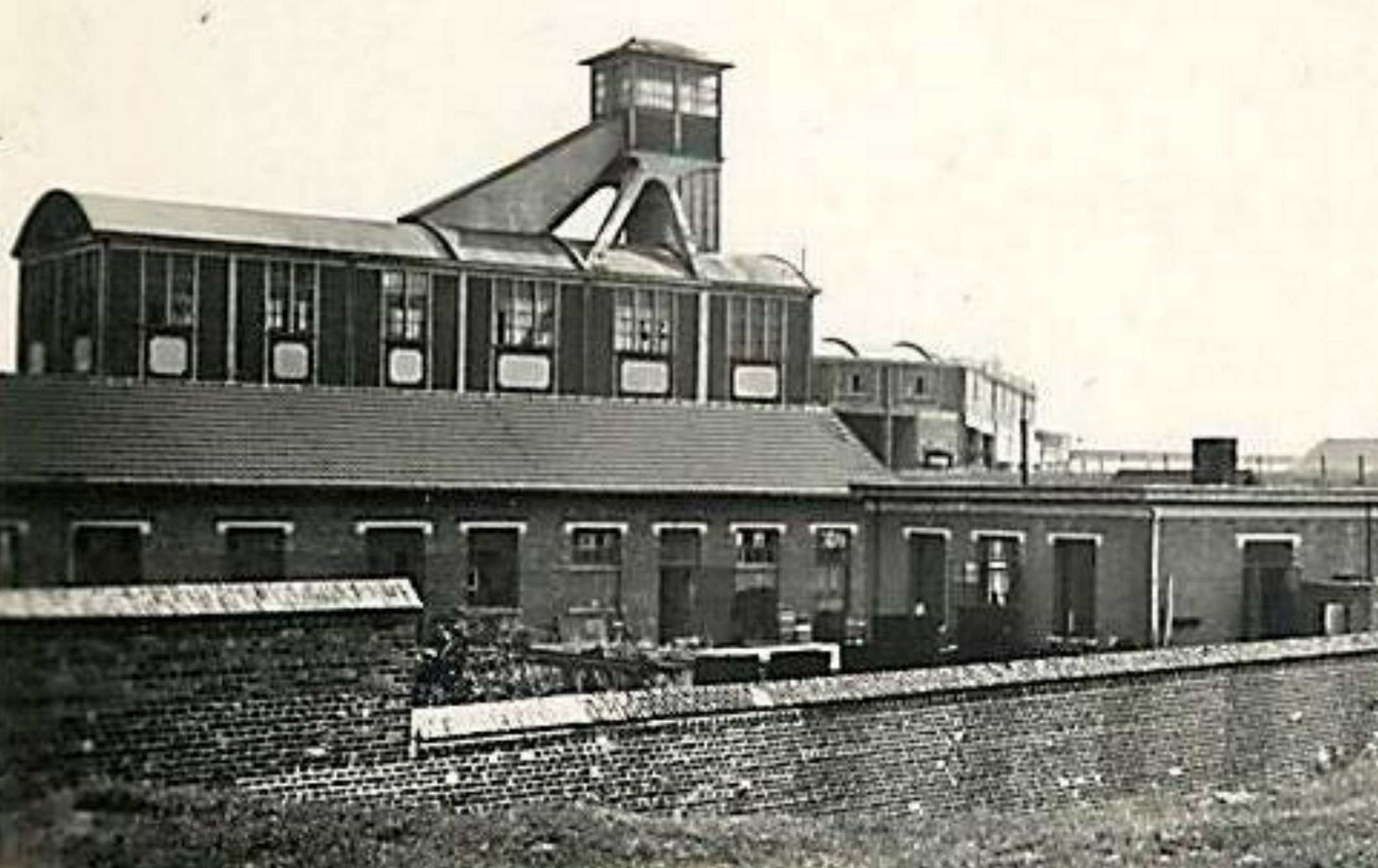
Kohleschacht Nr. 2 (1920er Jahre)
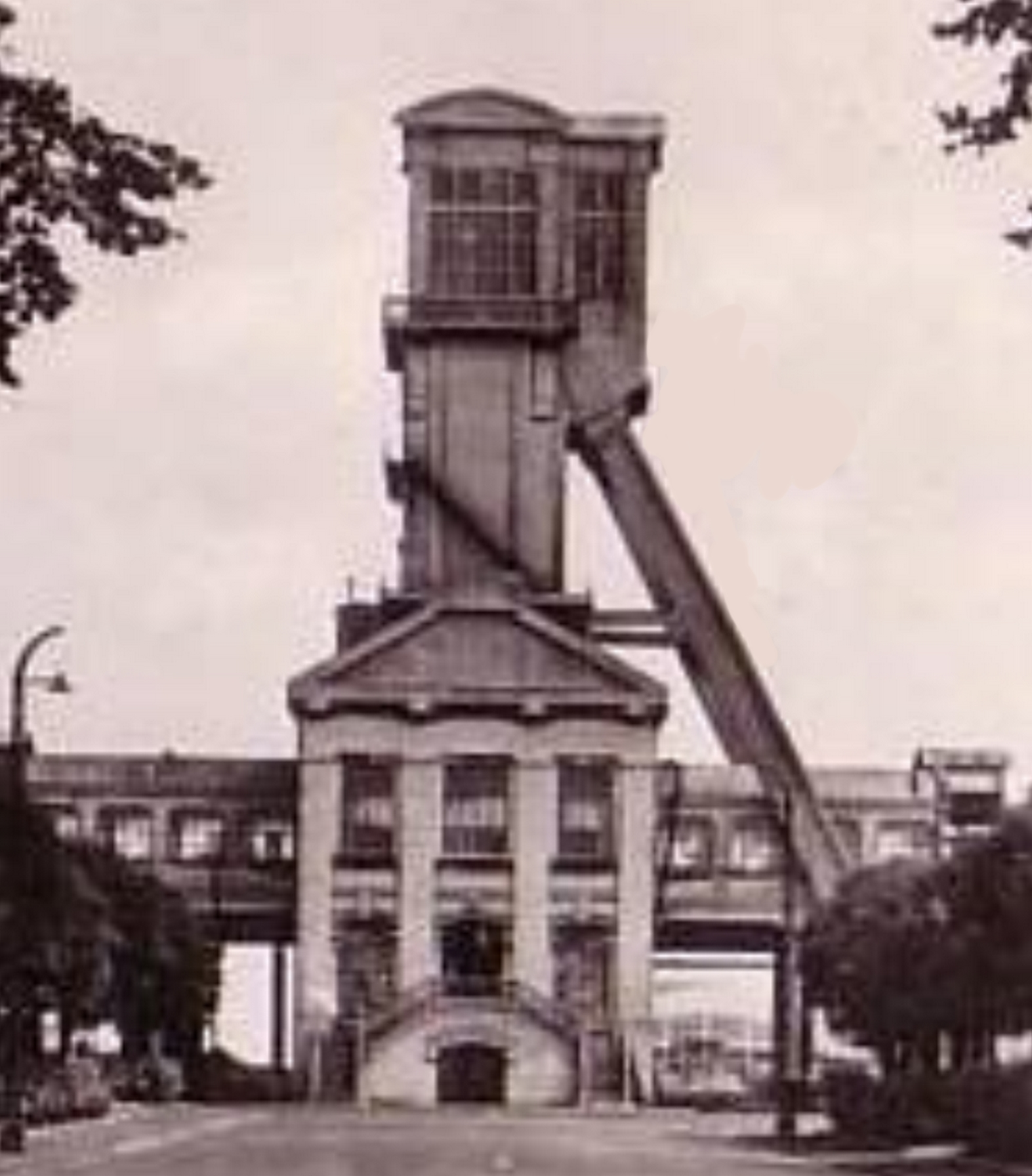
Schacht Nr. 1 (um 1930)
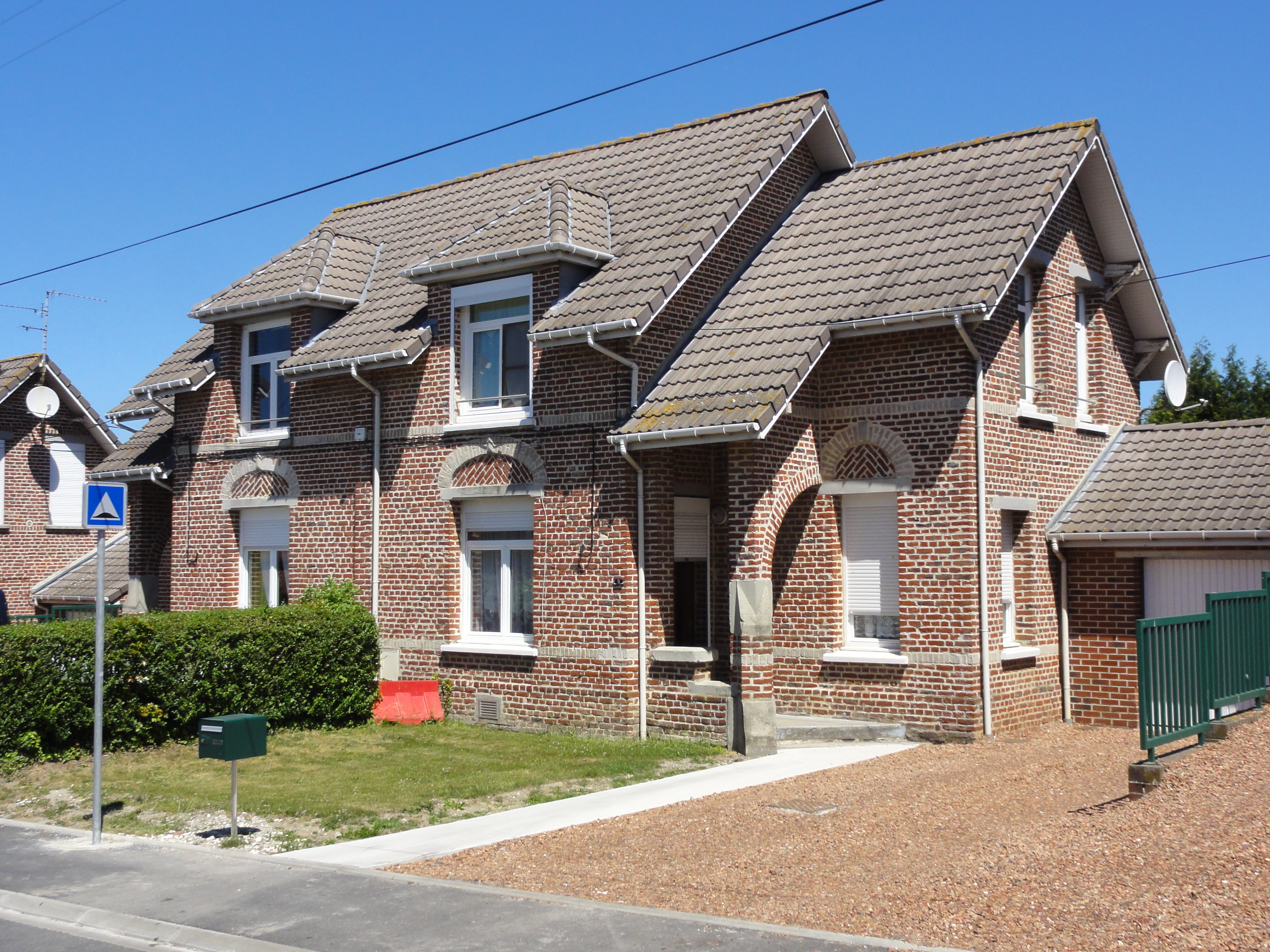
Bergarbeiterhaus in der Siedlung Cité des Alouettes

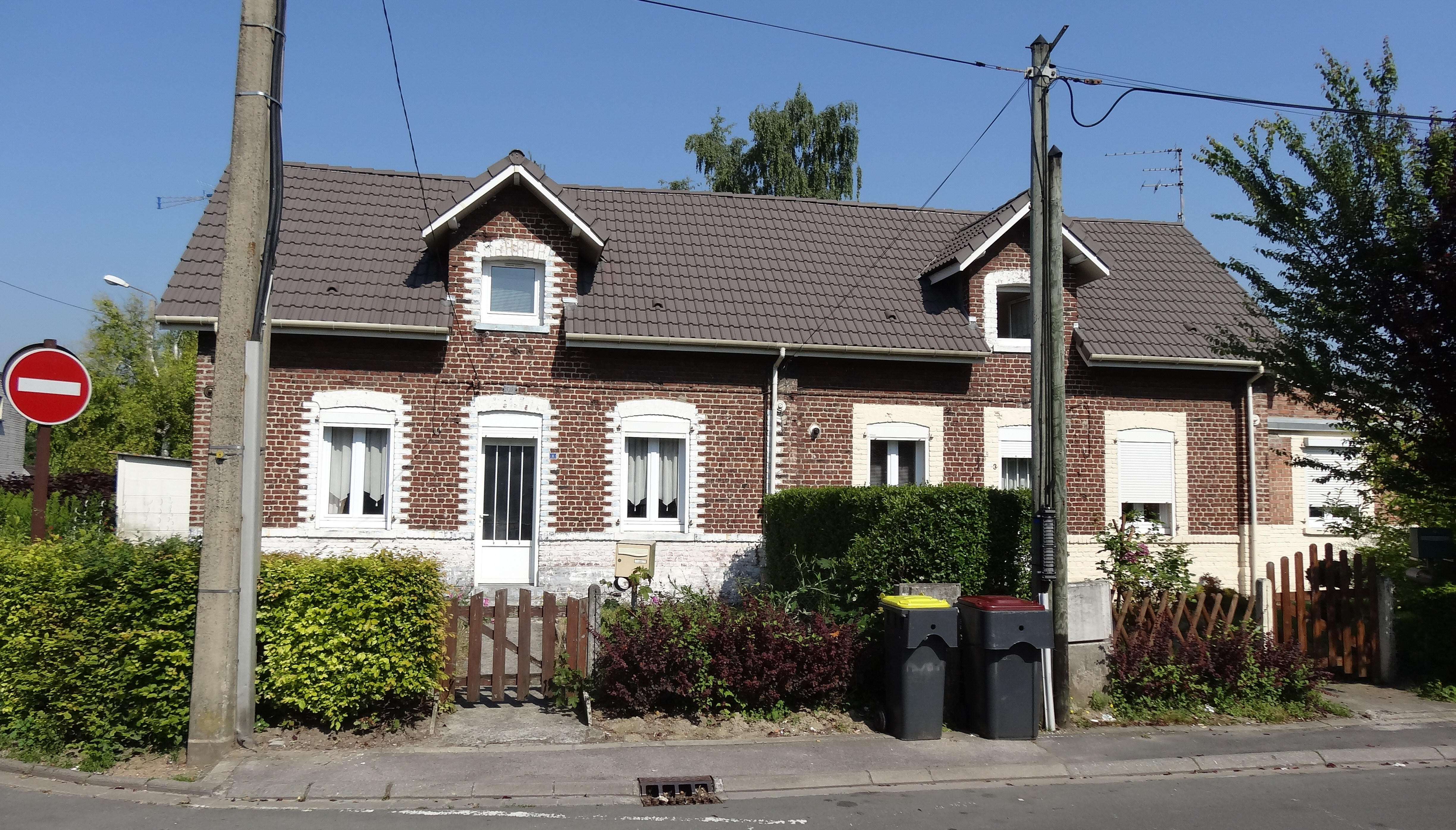
Bergarbeiterhaus in der Siedlung Cité Carenda
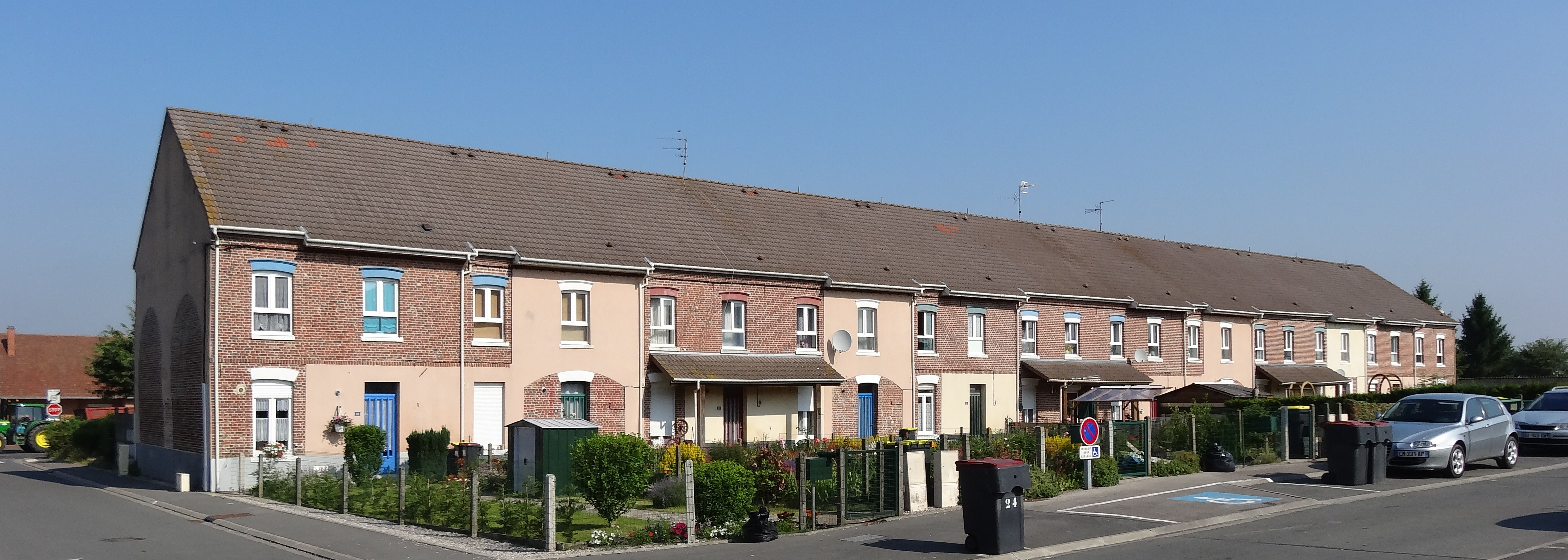
Bergarbeiterhäuser in der Siedlung Cité des Corons d'Aix
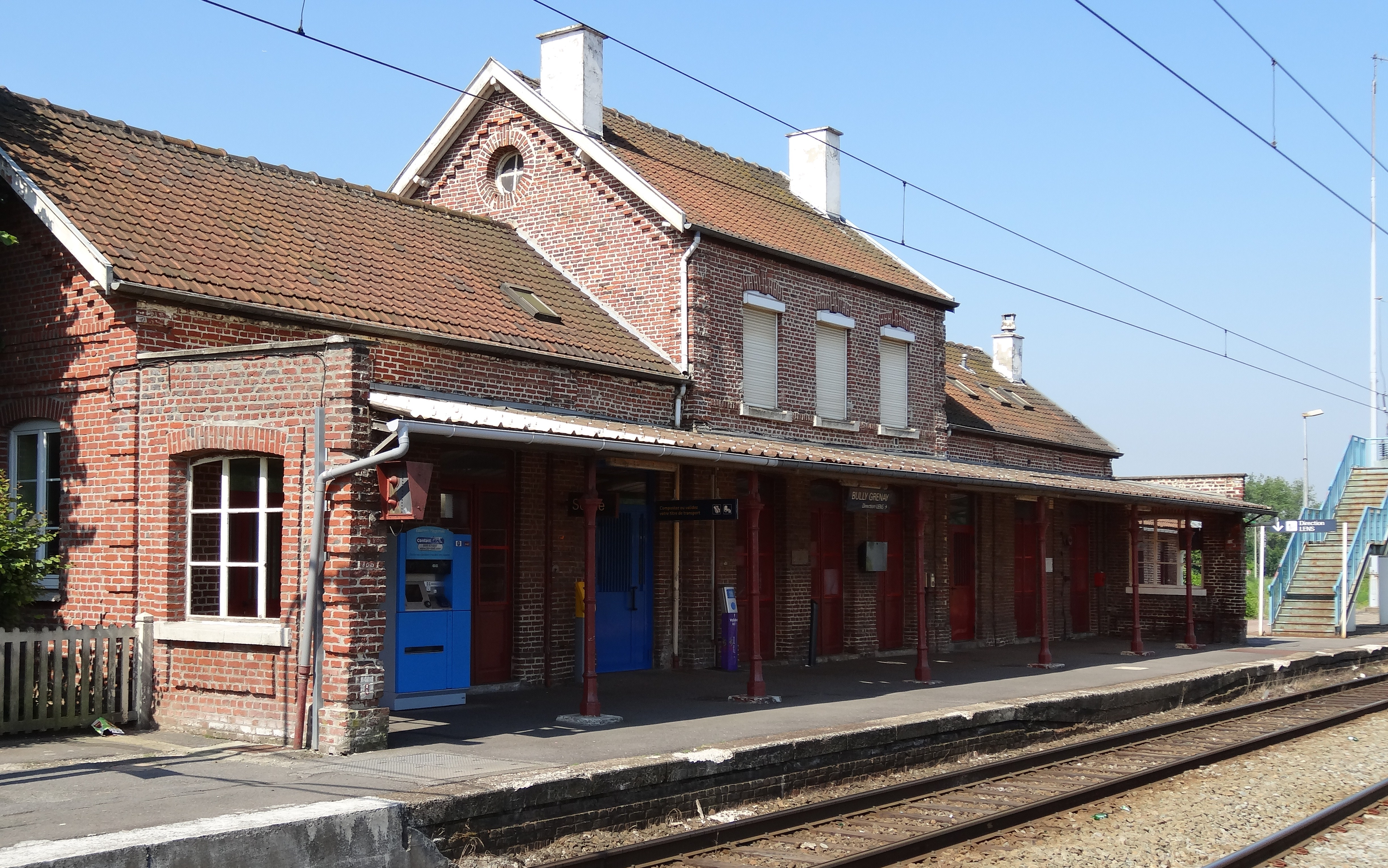
Bahnhof Bully-les-Mines - Grenay
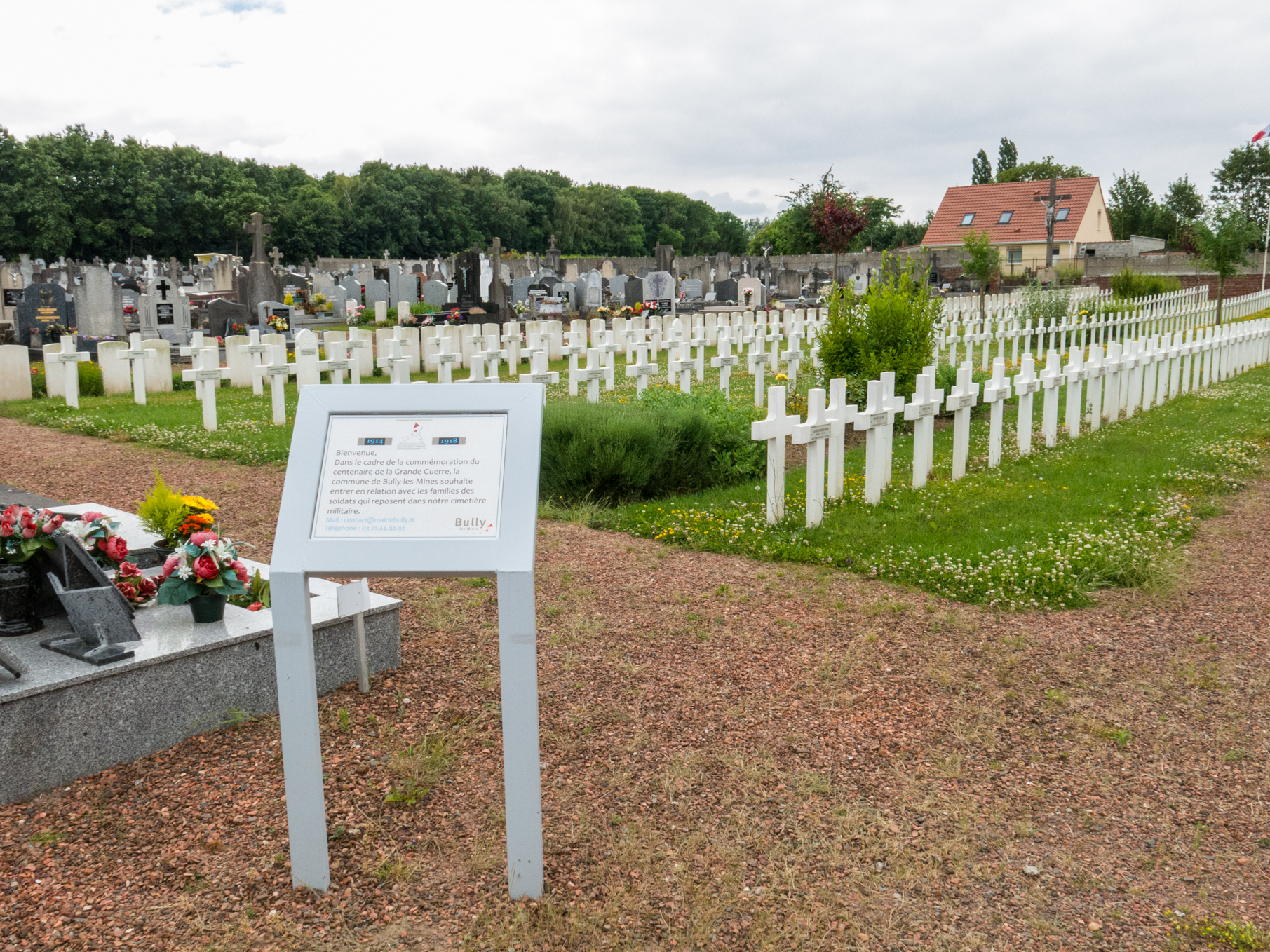
Französischer Soldatenfriedhof
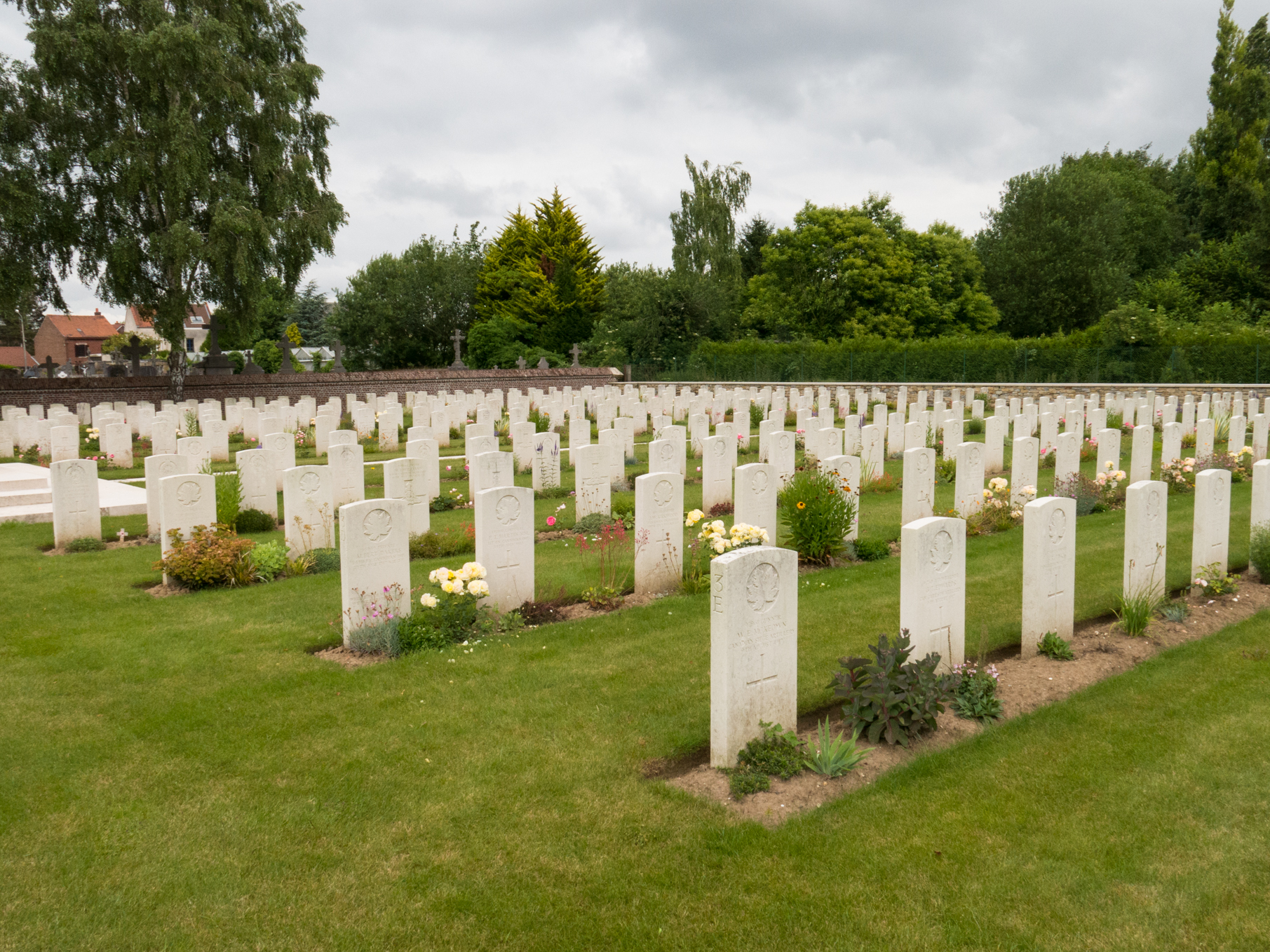
Britischer Soldatenfriedhof
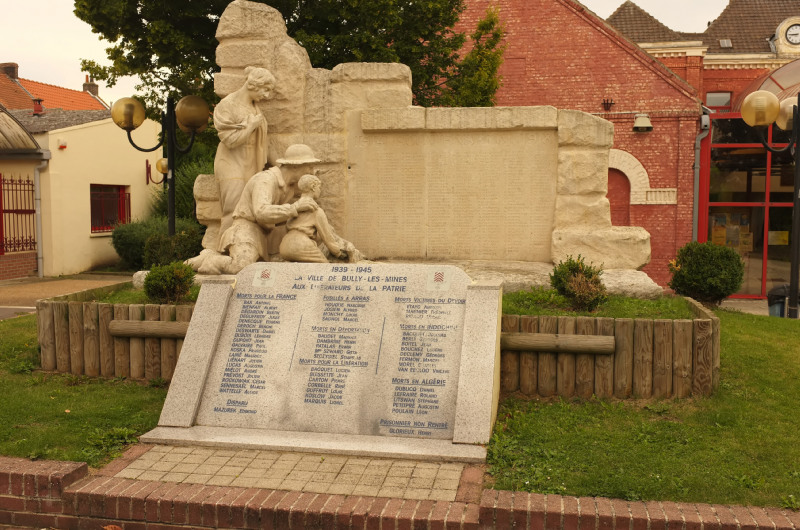
Gefallenendenkmal

## Städtepartnerschaften
Bully-les-Mines unterhält Partnerschaften mit der deutschen Stadt Elsdorf in Nordrhein-Westfalen (1990) und mit der polnischen Stadt Wisła in der Woiwodschaft Schlesien (2004).

## Persönlichkeiten
- Paul Vanuxem (1904–1979), General
- Édouard Pignon (1905–1993), Maler
- César Marcelak (1913–2005), Radrennfahrer
- Jules Bigot (1915–2007), Fußballspieler
- Liliane Berton (1924–2009), Koloratursopran
- Albert Eloy (1927–2008), Fußballspieler
- André Strappe (1928–2006), Fußballspieler
- René Dereuddre (1930–2008), Fußballspieler
- Jean-Marie Vanlerenberghe (* 1939), Politiker (UDI), MdEP
- Rémi Wallard (* 1984), Sprinter

## Nachweise
1. ↑  Jumelages, d’Elsdorf à Wisla (Memento des Originals vom 6. März 2021 im Internet Archive)  Info: Der Archivlink wurde automatisch eingesetzt und noch nicht geprüft. Bitte prüfe Original- und Archivlink gemäß Anleitung und entferne dann diesen Hinweis. auf bullylesmines.fr, abgerufen am 15. Januar 2021.